# Echeveria coccinea

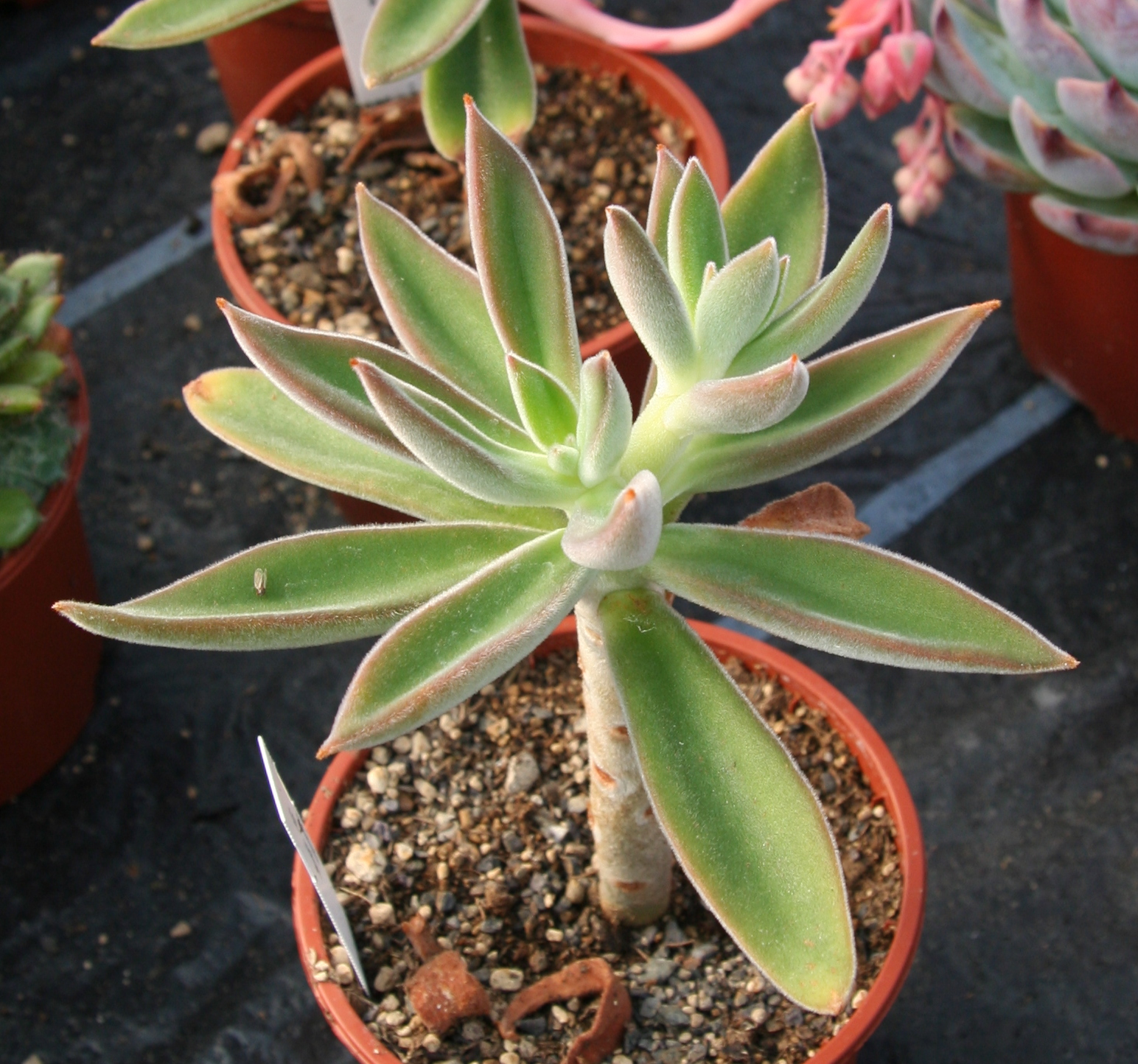
Vista de la planta

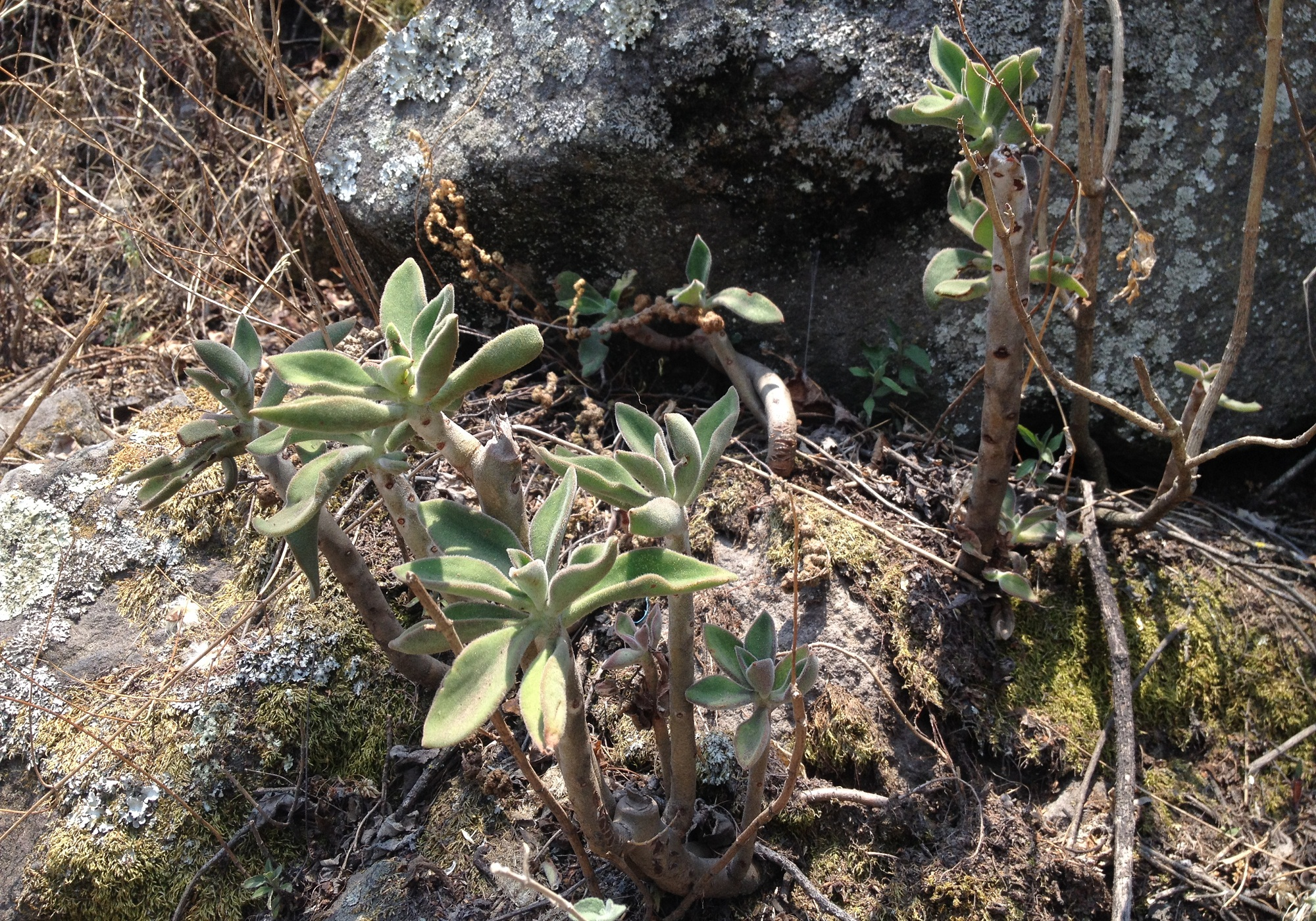
En su hábitat

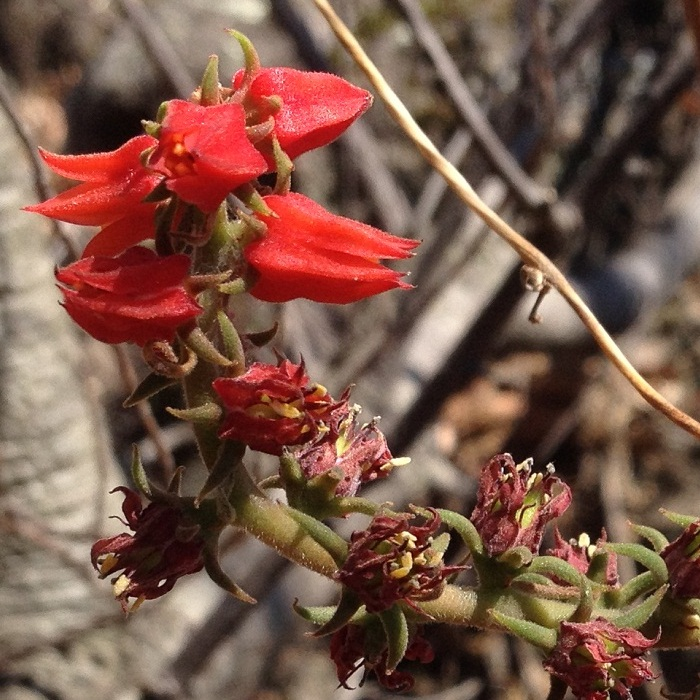
Detalle de la inflorescencia

Echeveria coccinea, la conchita escarlata, es una especie de planta suculenta de la familia de las crasuláceas. Es nativa de México y la especie tipo del género Echeveria.

## Descripción
Echeveria coccinea es una planta carnosa y pubescente en todas sus partes, herbácea o arbustiva. El tallo, erecto o en ocasiones tortuoso, llega a medir 60 cm de alto y tiene cicatrices rojizas o de color marrón. Las hojas verdes o de color marrón están dispuestas en roseta y tienen la cara superior cóncava, margen entero y ápice acuminado. A veces tienen el margen y el ápice de color rojizo.
La inflorescencia es una espiga erecta o tortuosa de color verde o marrón, de 20 a 40 cm de largo. Lleva de 8 a 25 flores de corola tubular, pentagonal, y color rojo intenso. Florece en otoño e invierno.

## Distribución y hábitat
Echeveria coccinea es endémica del Eje Neovolcánico de México. Es una especie litófita que prospera en pedregales de origen volcánico, desde los 1900 hasta los 2700 m s. n. m., en matorral xerófilo y bosques madrenses de pino-encino.

## Cultivo
Como muchas especies de su familia, Echeveria coccinea es popular en la jardinería. Puede propagarse vegetativamente a partir de las hojas. Necesita luz directa o indirecta y un suelo bien drenado, con abundante riego en verano y poco o nada en invierno.

## Taxonomía
Echeveria coccinea fue descrita en 1828 por Augustin Pyrame de Candolle en Prodromus Systematis Naturalis Regni Vegetabilis 3: 401.
Etimología
Ver: Echeveria
coccinea: epíteto latino que significa "de color escarlata"

## Sinonimia
- Cotyledon coccinea Cav. [basónimo]
- Sedum spicatum DC. [irresoluto][5]